# Consolatio peccatorum, seu Processus Luciferi contra Jesum Christum

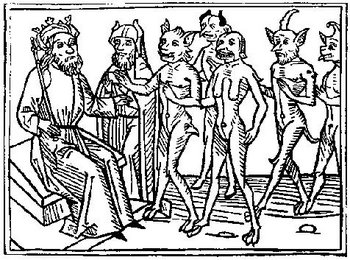
Un gravat en fusta de Belial i alguns dels seus seguidors d'una edició alemanya de Consolatio peccatorum, Processus Luciferi contra Jesum Christum (1473).

Consolatio peccatorum, seu Processus Luciferi contra Jesum Christum és un tractat escrit per Jacobus de Teramo cap al 1382. L'obra traduida com «consol dels pecadors» (amb Liber Bellial en el colofó) és un plet entre Lucifer i Jesucrist, en el qual el Diable demanda a Crist per haver traspassat els seus límits quan va descendir als inferns. Aquesta obra es va imprimir repetidament i es va traduir a diversos idiomes.

## Descripció
De fet el "Consolatio peccatorum" narra no un, sinó dos judicis entre Llucifer i Jesucrist, davant un tribunal presidit per Salomó, en els que el diable posa plet a Crist per haver comès una intrusió en els seus dominis durant el seu descens a l'infern. En el primer judici Moisès és l'advocat de Jesucrist i Belial l'advocat del Diable. En el segon judici el jutge és el patriarca Josep, Aristòtil i Isaïes defensen a Jesucrist, mentre que l'emperador August i Jeremies defensen al Diable. En ambdós plets la sentència és a favor de Crist, però en el segon judici es concedeix al Diable el dret de prendre possessió dels cossos i ànimes dels condemnats en el Judici Final.
L'obra s'ha de veure com una al·legoria dels esdeveniments històrics de l'època: el descens de Jesús als inferns i l'alliberament dels Patriarques és la metàfora de la fi del papat d'Avinyó i el retorn del papa a Roma l'any 1378. La reacció posterior del dimoni amb Satanás que representa l'antipapa. La solució proposada per Paladini per resoldre el conflicte entre Satanàs i Jesús, és a dir, confiar la causa a un tribunal d'arbitratge imparcial, és l'adoptada per resoldre el cisma d'Occident, amb la convocatòria d'uns concilis, el primer, el Concili de Pisa de1409, que no va tenir èxit, i finalment el Concili de Constança - que el 1415, va obtenir la dimissió del papa Gregori XII, va enderrocar l'antipapa d'Avinyó Benet XIII i va escollir el papa Martí V com autèntic papa de Roma.

## Edicions
Aquesta obra s'ha imprès vàries vegades i s'ha traduït a diversos idiomes. Una de les primeres edicions està en alemany i va ser impresa per Albrecht Pfister a Bamberg la dècada de 1460.
Com Das Buch Belial es va imprimir a Augsburg el 1472, il·lustrada amb gravats en fusta, el 1473 i, tot i que posteriorment, l'obra va ser inclosa a l'Index librerum prohibitorum.Gerard Leeu en va imprimir una altra edició en llatí a Gouda el 1481.
També fou impresa de nou el 1611, a Hannover, sota el títol Processus Luciferi contra Iesum coram Iudice Salomone.